# درويشان (الريف الغربي)
درويشان (بالفارسية: درویشان) هي منطقة سكنية تقع في إيران في قسم الريف الغربي الريفي. يقدر عدد سكانها بـ 86 نسمة بحسب إحصاء 2016.